# Hans D. Schittly

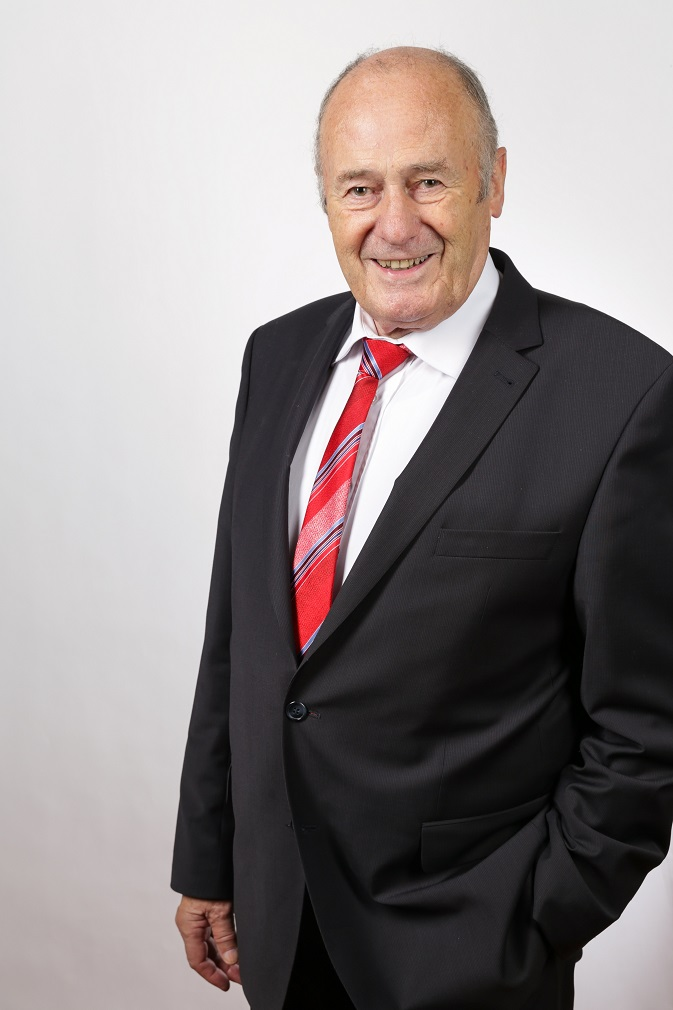
Hans D. Schittly

Hans Dieter Schittly (* 12. Dezember 1939) ist ein deutscher Verkaufstrainer, Verkaufsberater und Autor.

## Leben
Schittly studierte Volkswirtschaftslehre an der Universität Freiburg und Betriebswirtschaft an der Universität Mannheim. Er spezialisierte sich auf die Versicherungsbetriebslehre und schloss mit dem Dipl.-Kfm. ab. Verkaufen lernte er bei der Allianz vom Direktvertrieb bis zum Key Account Manager. Später leitete er die Abt. Aus- und Weiterbildung. Er beriet ca. 800 Unternehmen unterschiedlicher Branchen, nach Eigenangaben besuchten 800.000 Personen seine Seminare, Vorträge und Coachings.
2013 erhielt er den Ehrenpreis des Bundesverbandes ausgebildeter Trainer und Berater für sein Lebenswerk.

## Veröffentlichungen
- Bewusst erfolgreich. Schittly, Böblingen 1984, ISBN 3-926486-11-2.
- Faszination Verkaufen. Schittly, Vaterstetten 2003, ISBN 3-9809126-0-4.
- Denk mal Kunde – Stories, die prägen. 2016, ISBN 978-3-946964-01-8 (auch als Hörbuch).